# 제시카 왓슨

제시카 왓슨(Jessica Watson, 1993년 5월 18일 ~ )는 오스트레일리아의 항해사이자 탐험가이다.
작은 요트 하나로 최연소 단독 세계일주 항해에 성공했다. 2009년 10월 18일 요트 엘라스 핑크레이디로 첫 항해에 나서 뉴질랜드와 피지, 남아메리카, 남아프리카를 거쳐 7개월 만에 출발지인 시드니 항으로 무사히 귀환했다. 기록한 이동거리는 총 45,000km이다

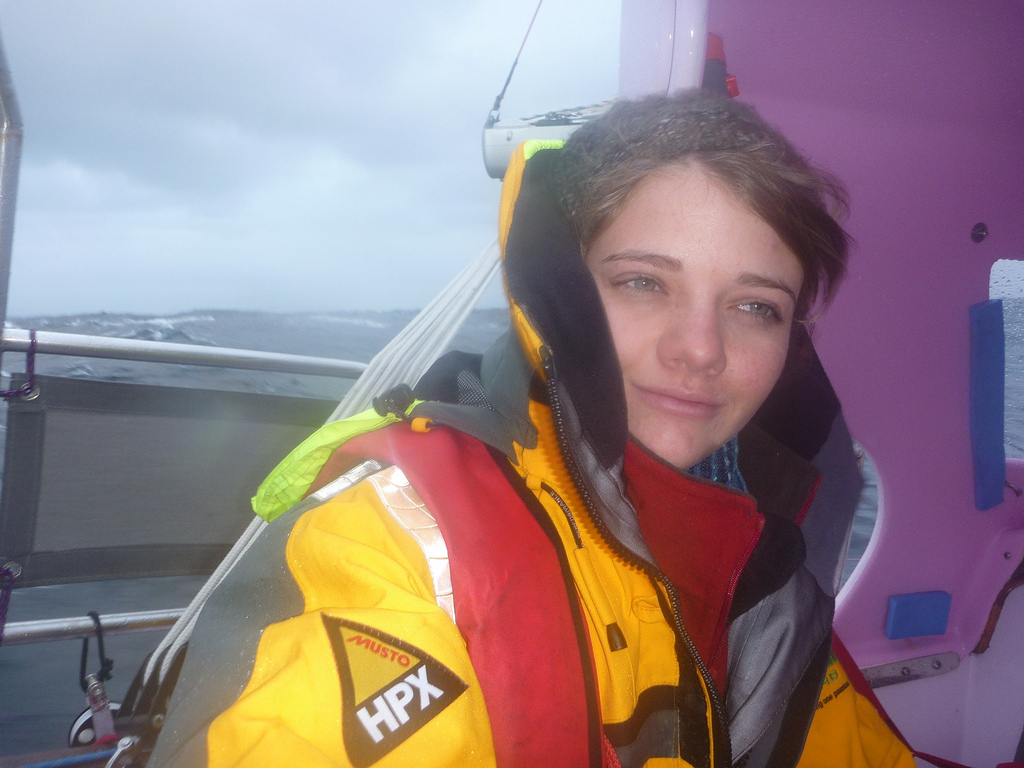
항해중인 왓슨, 2010년 1월 13일.

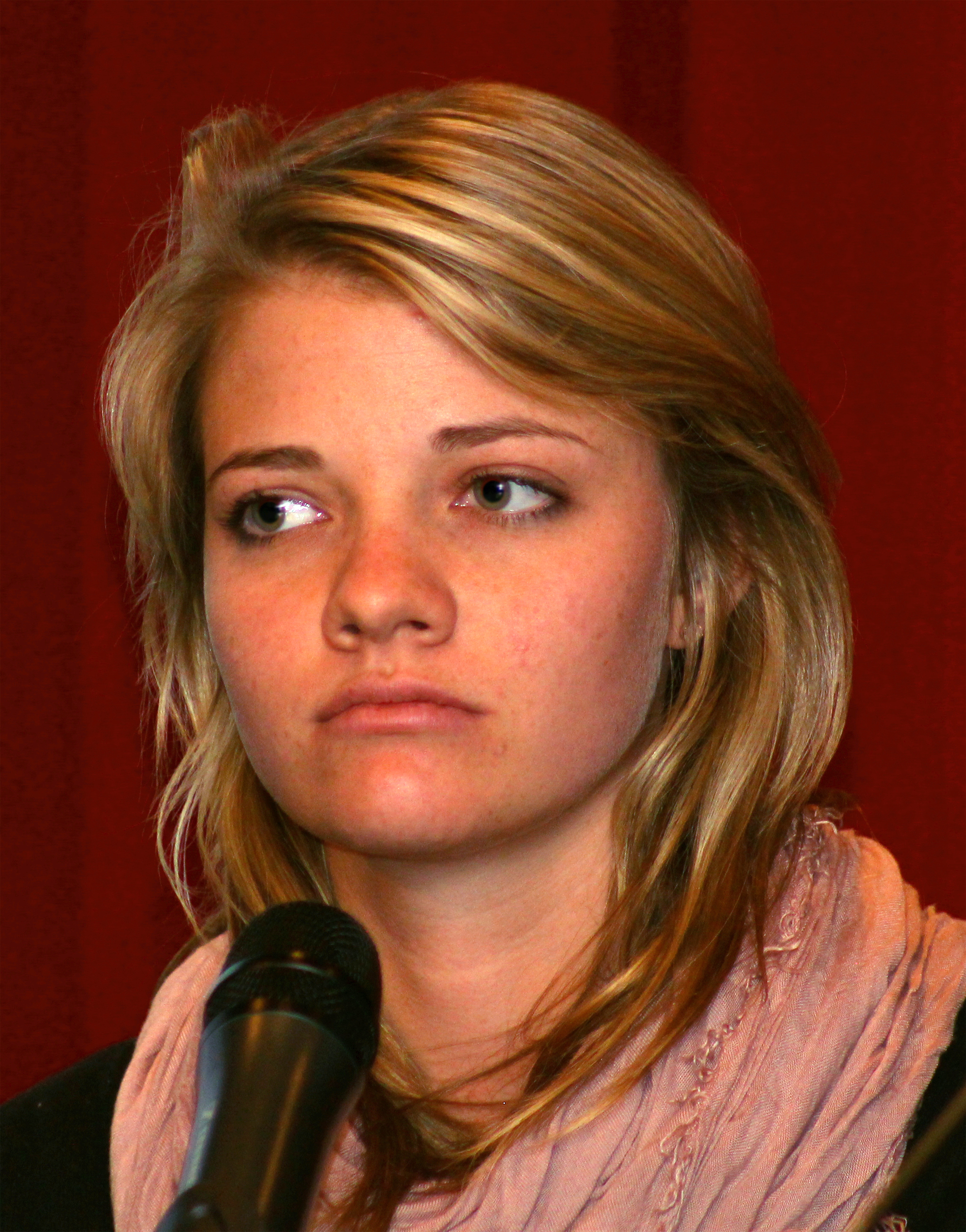
2011년 독일 뒤셀도르프에서 열린 자서전 출판 기념회.

2009년 10월부터 2010년 5월까지 왓슨이 이동한 항해 경로

## 수상
- 젊은 호주인 상 수상 (2011)